# Демократическая партия (Япония)
Демократическая партия (яп. 民進党 Минсинто:) — японская оппозиционная партия. Основана 27 марта 2016 года в результате слияния Демократической партии Японии и Японской партии инноваций.
Японское название сочетает иероглифы «демократический» и «прогресс».
Руководителем новой партии стал Кацуя Окада, секретарём — Юкио Эдано, за политическую стратегию отвечает Сиори Ямао. Платформа партии — защита нынешней пацифистской Конституции, в особенности 9-й статьи, и оппонирование «абэномике» премьера Синдзо Абэ.
В конце сентября 2017 года во фракции произошёл раскол. Правые члены вошли в состав Партии надежды (после слияния образовалась Демократическая партия для народа), а левое крыло создало Конституционно-демократическую партию.

## Руководители
| № | Портрет | Имя            | В должности            | В должности          |
| № | Портрет | Имя            | Вступил(а) в должность | Покинул(а) должность |
| - | ------- | -------------- | ---------------------- | -------------------- |
| 1 |         | Кацуя Окада    | 27 марта 2016          | 15 сентября 2016     |
| 2 |         | Рэнхо          | 15 сентября 2016       | 1 сентября 2017      |
| 3 |         | Сэйдзи Маэхара | 1 сентября 2017        | 30 октября 2017      |
| 4 |         | Кохэй Оцука    | 30 октября 2017        | 7 мая 2018           |